# Drailea aristata
Drailea aristata är en stekelart som beskrevs av Huang 1992. Drailea aristata ingår i släktet Drailea och familjen puppglanssteklar. Inga underarter finns listade i Catalogue of Life.